# ديان (قهاب رستاق)
دیان (بالفارسية: دیان) هي مستوطنة تقع في إيران في قسم قهاب رستاق الريفي.